# Сурендонк
Сурендонк (нід. Soerendonk) — село в нідерландській провінції Північний Брабант. Входить до муніципалітету Кранендонк.
Його площа становить 11,68 км², а населення станом на 2021 рік складало 1 810 осіб.
Перша згадка про населений пункт датується 1307 роком.

## Галерея

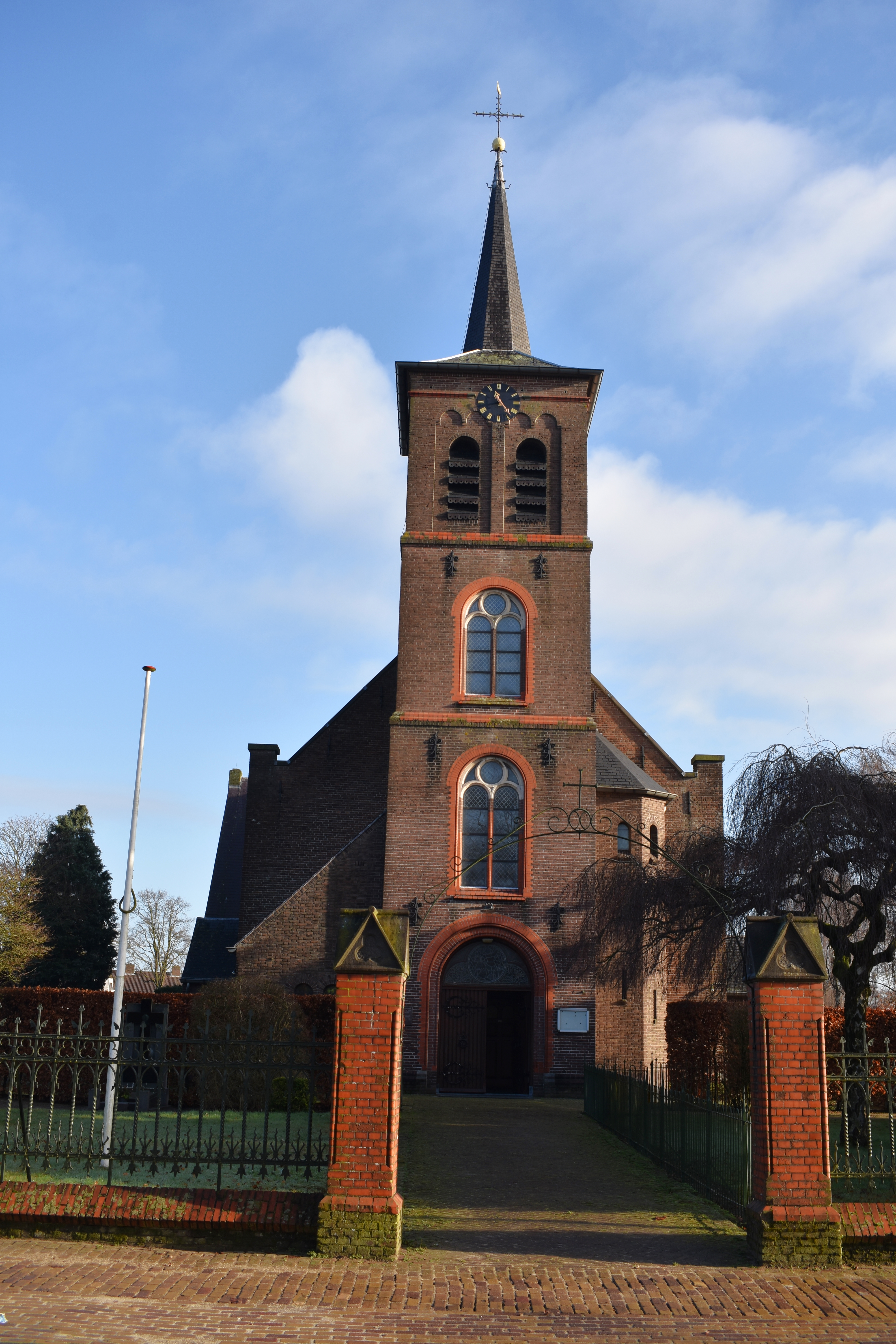
Церква Йоана Хрестителя
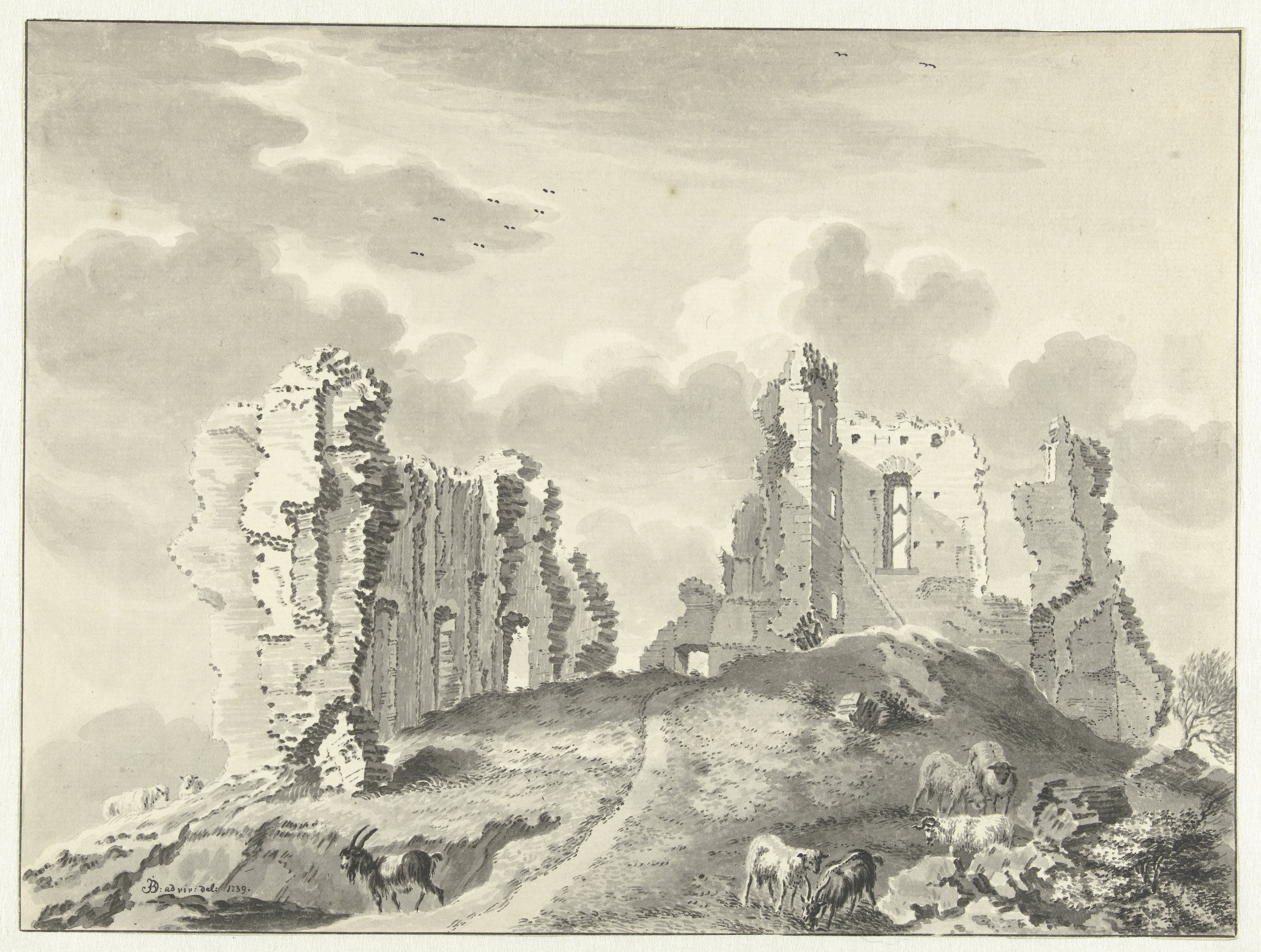
Малюнок руїн замку (1738-1739)
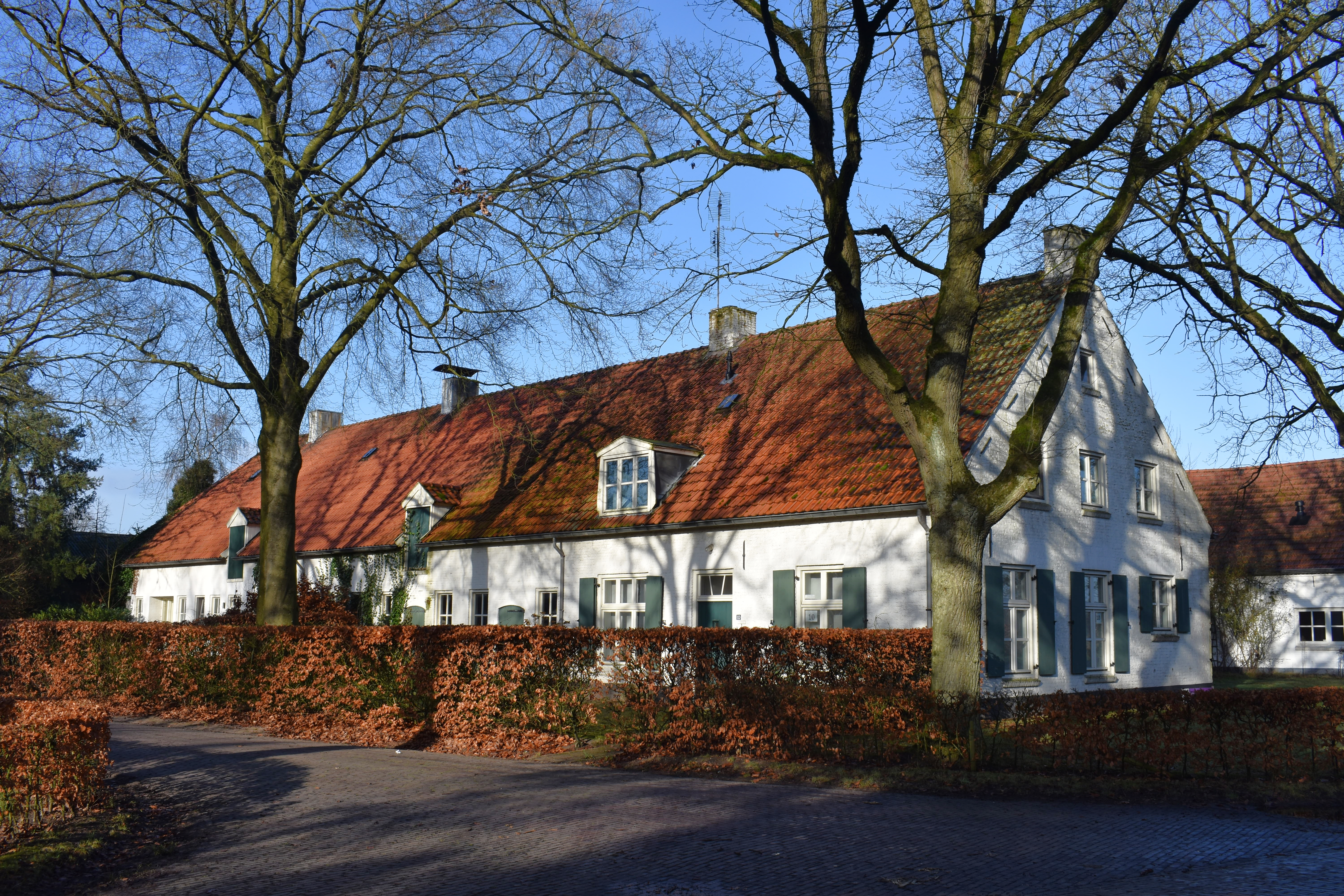
Будинок в Сурендонку
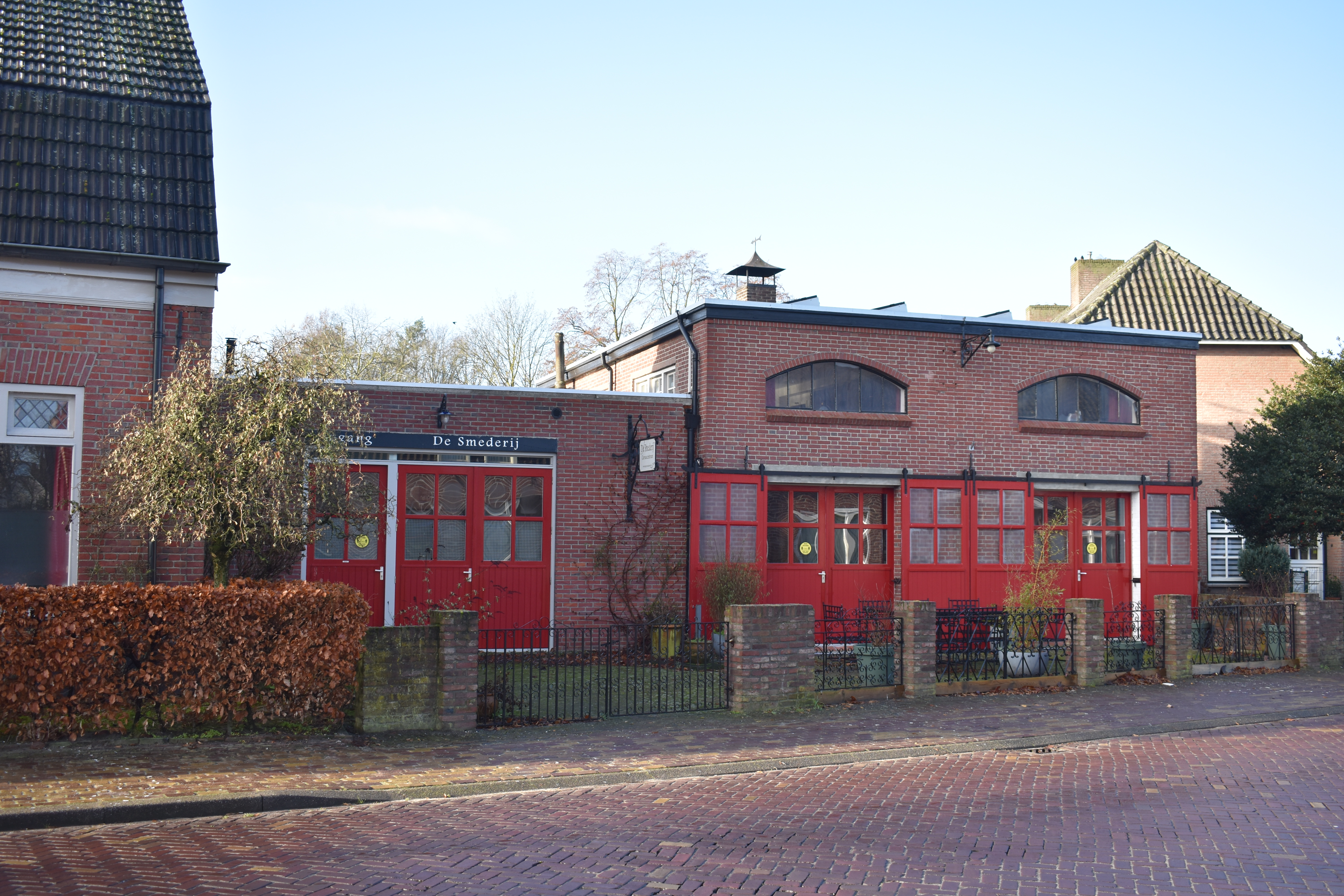
Колишня кузня